# Schwend (Nainhof-Hohenfels)
Schwend  ist eine Wüstung auf dem Gebiet der Gemeinde Hohenfels im oberpfälzischen Landkreis Neumarkt in der Oberpfalz in Bayern. Sie liegt im Truppenübungsplatz Hohenfels.

## Geschichte
Schwend war ein Ort der 1944 aufgelösten Gemeinde Enslwang, die dem Heeresgutsbezirk Hohenfels zugeteilt wurde. 1925 bestand das damalige Dorf aus 13 Wohngebäuden und hatte 95 Einwohner. 1950 kam Schwend zur Gemeinde Nainhof-Hohenfels und hatte sechs Wohngebäude und 78 Einwohner. Die Bewohner von Schwend wurden umgesiedelt und die Gemeinde Nainhof-Hohenfels erlosch. Der unbewohnte Ort dient heute als sogenanntes „Übungsdorf“.